# Cremps
Cremps är en kommun i departementet Lot i regionen Occitanien i södra Frankrike. Kommunen ligger i kantonen Lalbenque som tillhör arrondissementet Cahors. År 2022 hade Cremps 389 invånare.

## Befolkningsutveckling
Antalet invånare i kommunen Cremps
| Referens: INSEE |